# オーシャンズハート
『オーシャンズハート』（Ocean's Heart）は、アメリカのゲームクリエイターMax Mrazが開発しNordcurrentより2021年1月21日に発売されたアクションRPG。

## 概要
持つ者に強大な力を与える秘宝「オーシャンズハート」をめぐる物語で、主人公の少女ティリア（Tilia）は、海賊に誘拐された友人のヘイゼル（Hazel）と彼女の救出に向かったティリアの父マロウ（Mallow）を連れ戻すため冒険を繰り広げる。
開発者のMax Mrazは任天堂のゼルダの伝説シリーズの2D作品に影響を受けて本作を制作しており、ビジュアルやアクションに類似性がある。同シリーズ作品と同様に、様々なアイテムを駆使して攻撃や謎解きを行いながらフィールドやダンジョンを探索していく。道中では、物語の進行に必須のメインクエストとそれ以外のサブクエストを依頼され、サブクエスト達成時には金銭やアイテムの入手、および能力やアイテムの強化が行われる。

## 主なアイテム
弓矢
矢を放って攻撃する。特定の的に矢を当てて仕掛けを作動させる用途もある。
爆弾矢
後述の爆弾の効果を付与した矢を放つ。
炎の矢
炎を纏った矢を放つ。使用時に魔力を消費する。
ワープボルトのお守り
光の矢を放つ。特殊な文様の物体に矢を当てると、ティリアと物体の場所が入れ替わる。
爆弾
爆発により敵を攻撃したり一部の物や壁を破壊したりする。設置後に持ち上げて投げることもできる。
ブーメラン
敵に投げて攻撃する。投げた後に手元に戻ってくる。
カラス羽のブーメラン
上記のブーメランよりも飛行速度と距離が上回っている。ブーメラン本体だけでなく、飛行時に撒かれるカラスの羽にもダメージ判定がある。
デヴァナのバリア
周囲にバリアを発生させて敵の攻撃を防ぐ。使用時に魔力を消費する。
ヒマワリの槍
前方に突いて攻撃し、同時に炎を発生させる。
フレイル
鉄球を振り回して攻撃する。一部の木の柵や壁を破壊することもできる。使用中はその場を動けない。
オークのお守り
オークの木から作られたお守り。通路を塞ぐ岩や鉄球など重い物を持ち上げられるようになる。
タンポポのお守り
ダッシュ移動の速度が速くなる。
魔法
魔力を大きく消費して強力な攻撃を行う。以下の4種類がある。
海鳥の涙
周辺の敵に雷を落として攻撃する。入手当初の攻撃対象は1体のみだが、クエストのクリアを重ねることで最大4体を同時攻撃できるようになる。
アマレンキアの怒り
森の精霊の力で周囲の敵を攻撃する。
ゼフィリンの嵐
西風の精霊の力で周囲の敵を攻撃する。
アビサルフレイム
闇のエネルギーで周囲の敵を攻撃する。

## 開発
Max Mrazは11歳の時、学校の友達からゲーム開発ツールの「RPGツクール2000」について教えてもらったことをきっかけにゼルダの伝説シリーズのファンゲームを作ろうとしたが、当時はうまくいかなかった。その後20代半ばとなった2017年のある時にゲームエンジンの「Solarus」の存在を知る。Solarusはゼルダの伝説シリーズのファンゲームの多くで使用されているエンジンで、それらのゲームに影響を受けたMrazはコーディングを学び始め、開発を進めた。なお、Solarus製のゲームソフトが商用リリースされるのは本作が初となる。
本作のグラフィックには『ゼルダの伝説 ふしぎのぼうし』の影響があり、Mrazは同作をドット絵の極みと語っている。また、ゼルダの伝説シリーズの魅力は探索要素だとし、本作ではメインストーリーよりもサイドクエストに比重が置かれている。